# Soengas
Soengas is een plaats (freguesia) in de Portugese gemeente Vieira do Minho en telt 161 inwoners (2001).